# Cyprinodon julimes
Cyprinodon julimes är en fiskart som beskrevs av De la Maza-benignos och Vela-valladores 2009. Cyprinodon julimes ingår i släktet Cyprinodon och familjen Cyprinodontidae. Inga underarter finns listade i Catalogue of Life.